# Colecta para sepultar el cadáver de Álvaro de Luna
La Colecta para sepultar el cadáver de Álvaro de Luna es un óleo sobre lienzo pintado en 1866 por José María Rodríguez de Losada y conservado en la actualidad en el Palacio del Senado de España, situado en la ciudad de Madrid.
Algunos autores lo consideran «uno de los más terroríficos cuadros de historia», aunque también llamó la atención en el pasado por sus anacronismos históricos.

## Historia del cuadro
Este cuadro obtuvo una mención honorífica en la Exposición Nacional de 1866, en la que participó. Y está documentado, por otra parte, que existe una réplica del lienzo realizada en 1886 y que según Valdivieso y Fernández López se halla en la colección Pérez Asencio de Madrid.
La obra fue adquirida en 1908, varios años después de la muerte de su autor, por el Senado de España por la cantidad de 4.800 pesetas.

## Álvaro de Luna
Álvaro de Luna nació en 1390, y además de ser el privado y favorito del rey Juan II de Castilla, fue condestable de Castilla, maestre de la Orden de Santiago, conde de San Esteban de Gormaz, y señor, entre otras, de las villas de Osma, Trujillo, Sepúlveda, Codosera, El Tiemblo, Fresno, Ayllón, Roa, Cuéllar, Maqueda, Montemayor, Ciria, Beteta, Torralba, Alba de Aliste, Jubera, Escalona y Cornago.

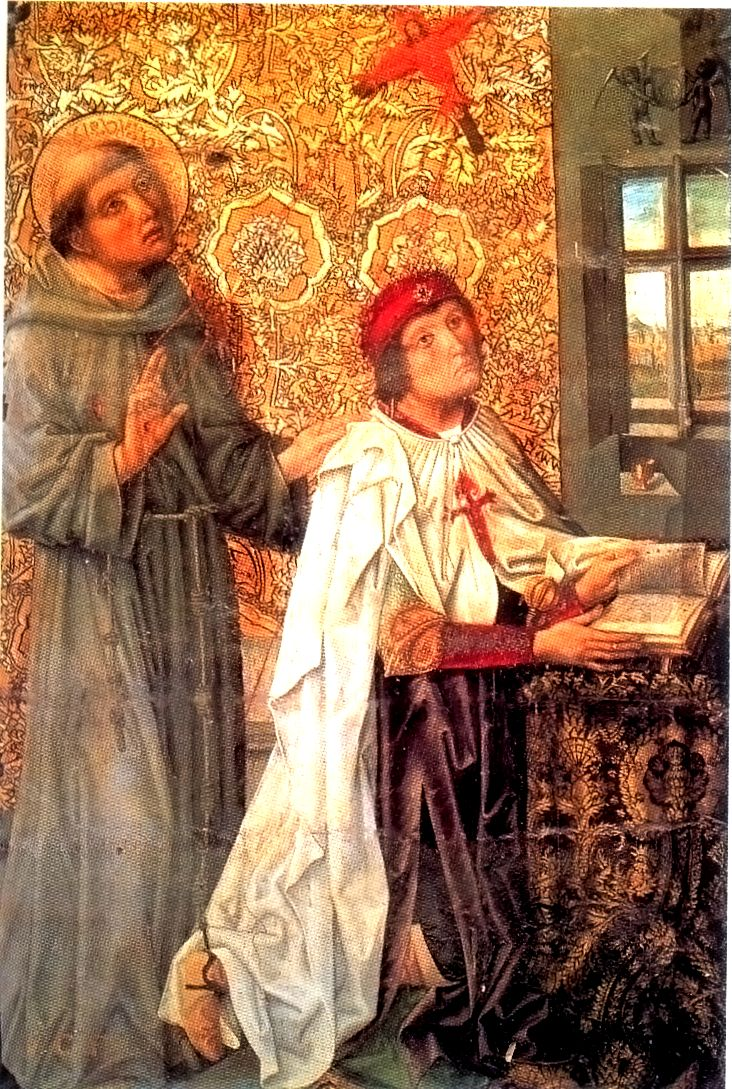
Retrato de Álvaro de Luna en el retablo de la capilla de Santiago. (Catedral de Toledo).

También fue camarero mayor en la Cámara de los paños, notario mayor de Castilla, gobernador de la Persona y Casa del Príncipe, alcaide de Alfaro, Clavijo, Priego, Alcalá la Real y Talavera, alcaide mayor entre cristianos y moros en los obispados de Córdoba y Jaén, etc.
La caída en desgracia del condestable ante Juan II de Castilla se produjo por la influencia que la reina Isabel de Portugal, enemiga acérrima del valido, ejercía sobre su esposo. El día 1 de junio de 1453, y después de su detención, al condestable se le trasladó a Valladolid, donde fue juzgado y condenado en un remedo de juicio que no fue más que una parodia de la justicia, y conviene añadir que el valido, en palabras de Ayala Martínez, fue «víctima de sus propios excesos, que pusieron en alerta la siempre sensible fibra nobiliaria».
Álvaro de Luna fue decapitado en la Plaza Mayor de Valladolid, recibiendo sepultura al principio en el convento de San Francisco de Valladolid y, varios años después, en la capilla de Santiago de la catedral de Toledo, que él había financiado y donde también serían enterrados su esposa y varios familiares suyos.
Este noble castellano es uno de los personajes de la Edad Media española que gozó de más fama entre los románticos, ya que numerosos artistas y escritores, como el duque de Rivas, Manuel José Quintana, Eugenio de Ochoa, Antonio Gil y Zárate o Manuel Fernández y González, se basaron en su vida a fin de penetrar en dos temas muy atractivos para el Romanticismo decimonónico, la «fatuidad» de la vida humana y el fuerte impacto que provoca en el hombre la muerte por causas violentas.

## Descripción

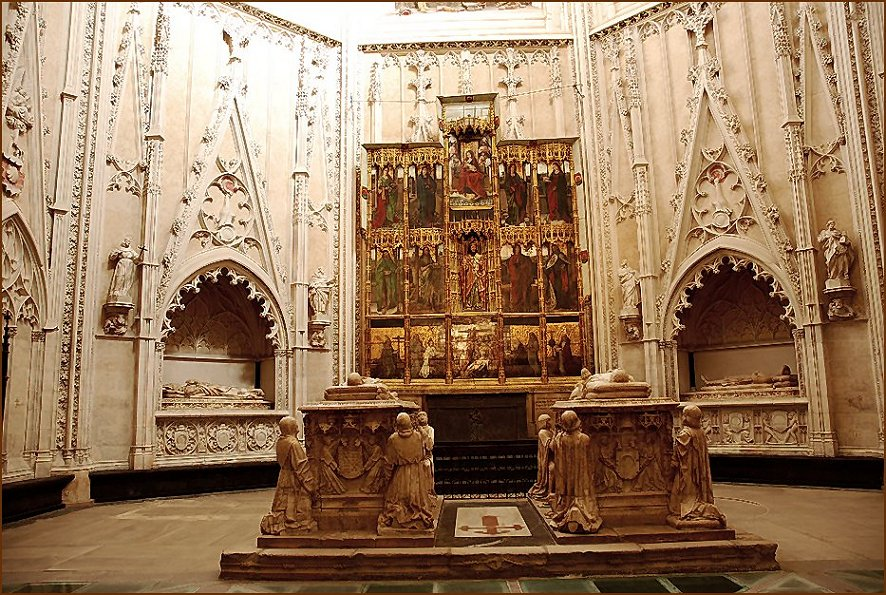
Sepulcros del condestable Álvaro de Luna y de su esposa, Juana Pimentel, en la capilla de Santiago de la catedral de Toledo.

El artista sevillano José María Rodríguez de Losada, a fin de proporcionar a su obra un toque de auténtica veracidad e incluso «respetabilidad» académica, escogió un fragmento del capítulo XIII de la Historia General de España, del padre Juan de Mariana, para explicar el significado de su cuadro:

En un mismo tiempo el Rey de Castilla se apoderaba del estado y tesoros de D. Álvaro de Luna, y él mismo desde la cárcel en que le tenian, trataba de descargarse de los delitos que le achacaban, por tela de juicio, del qual no podia salir bien pues tenia por contrario al Rey, y mas irritado contra él por tantas causas. Los jueces señalados para negocio tan grave, sustanciado el proceso y cerrado, pronunciáron contra él sentencia de muerte. Para executalla, desde Portillo do le lleváron en prision
le traxéron à Valladolid. Hiciéronle confesar y comulgar: concluido esto, le sacáron en una mula al lugar en que fué executado, con un pregon que decia: "Esta es la justicia que manda hacer nuestro Señor el Rey à este cruel tyrano por quanto él con grande orgullo è soberbia, y loca osadía y injuria de la Real magestad, la qual tiene lugar de Dios en la tierra, se apoderó de la casa y corte y palacio del Rey nuestro Señor, usurpando el lugar que no era suyo, ni le pertenecia: è hizo è cometió en deservicio de nuestro Señor Dios è del dicho señor Rey, è menguamiento y abaxamiento de su persona y dignidad, y del estado y corona Real, y en gran daño y deservicio de su corona y patrimonio, y perturbación y mengua de la justicia muchos y diversos crímines y excesos, delitos, maleficios, tyranías, cohecho en pena de lo qual le mandan degollar porque la justicia de Dios y del Rey sea executada, y à todos sea exemplo que no se atrevan à hacer ni cometer tales ni semejantes cosas. Quien tal hace, que así lo pague." En medio de la plaza de aquella villa tenian levantado un cadahalso, y puesta en él una Cruz con dos antorchas à los lados y debaxo una alhombra. Como subió en el tablado, hizo reverencia à la Cruz, y dados algunos pasos, entregó à un page suyo que allí estaba, el anillo de sellar y el sombrero con estas palabras: "Esto es lo postrero que te puedo dar." Alzó el mozo el grito con grandes sollozos y llanto, ocasion que hizo saltar à muchos las lágrimas, causadas de los varios pensamientos que con aquel espectáculo se les representaban. Comparaban la felicidad pasada con la presente fortuna y desgracia, cosa que aun à sus enemigos hacia plañir y llorar. Hallóse presente Barrasa Caballerizo del Príncipe D. Enrique: llamóle D. Álvaro y díxole: "Id y decid al Príncipe de mi parte que en gratificar à sus criados no siga este exemplo del Rey su padre.” Vió un garfio de hierro clavado en un madero bien alto: preguntó al verdugo para qué le habian puesto allí, y à qué propósito. Respondió él que para poner allí su cabeza luego que se la cortase. Añadió D. Álvaro: "despues de yo muerto, del cuerpo haz à tu voluntad, que al varon fuerte ni la muerte puede ser afrentosa, ni ántes de tiempo y sazon al que tantas honras ha alcanzado." Esto dixo, y juntamente desabrochado el vestido, sin muestra de temor abaxó la cabeza para que se la cortasen à cinco del mes de Julio. Varon verdaderamente grande, y por la misma variedad de la fortuna maravilloso. Por espacio de treinta años poco mas ò ménos estuvo apoderado de tal manera de la casa Real, que ninguna cosa grande ni pequeña se hacia sino por su voluntad, en tanto grado que ni el Rey mudaba vestido ni manjar ni recebia criado si no era por órden de D. Álvaro y por su mano. Pero con el exemplo deste desastre quedarán avisados los cortesanos que quieran mas ser amados de sus Príncipes que temidos, porque el miedo del señor es la perdicion del criado, y los hados, cierto Dios apénas permite que los criados soberbios mueran en paz. Acompañó à D. Álvaro por el camino y hasta el lugar en que le justiciáron, Alonso de Espina frayle de San Francisco, aquel que compuso un libro llamado Fortalitium fidei, magnífico título, bien que poco elegante: la obra erudita y excelente por el conocimiento que dá y muestra de las cosas divinas y de la Escritura sagrada. Quedó el cuerpo cortada la cabeza por espacio de tres dias en el cadahalso, con una bacía puesta allí junto para recoger limosna con que enterrasen un hombre que poco ántes se podia igualar con los Reyes: así se truecan las cosas. Enterráronle en San Andres, enterramiento de los justiciados: de allí le trasladáron à San Francisco, monasterio de la misma villa, y los años adelante en la Iglesia Mayor de Toledo en su capilla de Santiago sus amigos por permision de los Reyes le hicieron enterrar...

La obra muestra la Plaza Mayor de Valladolid velada por un cielo «cubierto y tenebroso», en palabras de Wilfredo Rincón García. En el centro del lienzo aparece el patíbulo con un altar en el que se halla una pequeña escultura de Cristo crucificado entre dos velas, junto con un misal y una estola negra. El cadáver ya decapitado del condestable Álvaro de Luna aparece descansando inerte sobre el patíbulo mientras tres frailes se hallan rezando por su alma, hallándose uno de ellos de pie y los otros dos arrodillados. Y al mismo tiempo, un harapiento mendigo se inclina para depositar su limosna en una bandeja o recipiente colocado a los pies del difunto, cuya cabeza cercenada está colocada en una picota y sobre un letrero que reza la siguiente inscripción: «ESTA ES LA JUSTICIA / QUE TRAIDA HACER / EL REY NUESTRO Sr. / A ESTE CRUEL TIRANO».
En el ángulo inferior derecho del lienzo se halla la firma del autor: «Rodríguez de Losada».

## Análisis de la obra

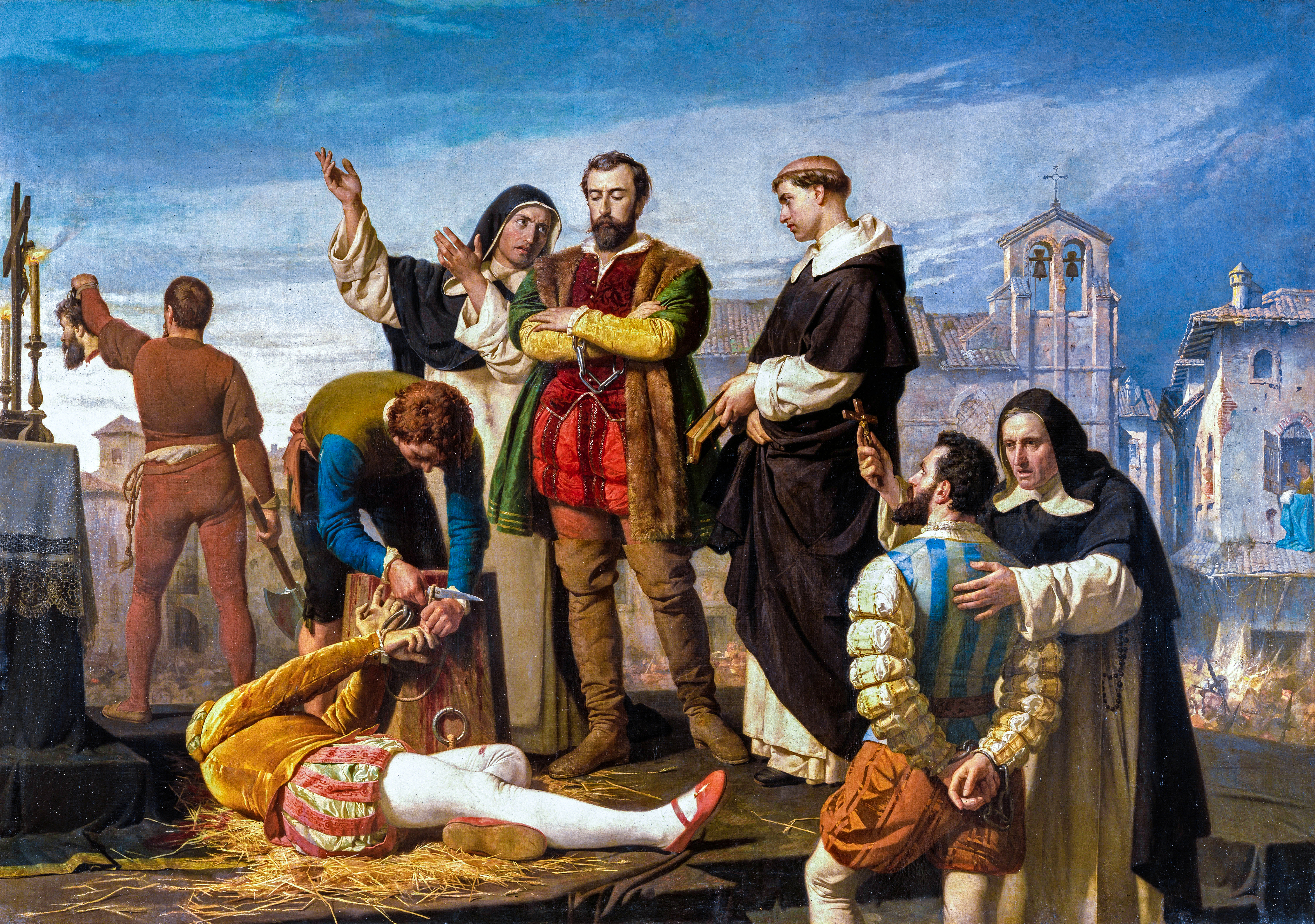
Ejecución de los comuneros de Castilla, de Antonio Gisbert. 1860. (Congreso de los Diputados de España).

Este cuadro no carece de «interés», en opinión de algunos autores, y con total seguridad se encuentra entre los mejores de su autor. La obra está inspirada, en lo tocante a la elección del tema, en el Entierro de Álvaro de Luna, pintado en 1858 por Eduardo Cano de la Peña y perteneciente en la actualidad al Museo del Prado, con el que su autor consiguió la primera medalla en la Exposición Nacional de 1858, por lo que la muerte del infortunado Álvaro de Luna ya había llamado la atención entre el público de la época. Y en lo tocante a la composición o puesta en escena del cuadro, la obra se basa, en opinión de algunos eruditos, en la Ejecución de los comuneros de Castilla, ejecutado por Antonio Gisbert en 1860 y custodiado en la actualidad en el Palacio de las Cortes. Con esta obra Gisbert consiguió también la primera medalla en la Exposición Nacional de 1860, y la «poética fúnebre» del lienzo sin duda fue recreada por Rodríguez de Losada.
El crítico de arte José García, refiriéndose al cuadro que analizamos y a la Ejecución de los comuneros de Castilla, de Gisbert, llegó a afirmar en 1867 que, por lo que se refiere a la Colecta para sepultar el cadáver de Álvaro de Luna:

Bajo cierta novedad de forma, y estimulado acaso por el recuerdo de dos cuadros que han alcanzado renombre en los últimos tiempos, se nos presenta con más pretensiones que mérito. Si dura parece la frase, infinitamente más dura parecerá la obra á los ojos de conocedores y profanos. La falta de originalidad en el pensamiento que ha pretendido realizar el autor, nos excusa de entrar en pormenores sobre el fondo de su imitación, y nos llama desde luego á ocuparnos de su parte plástica.

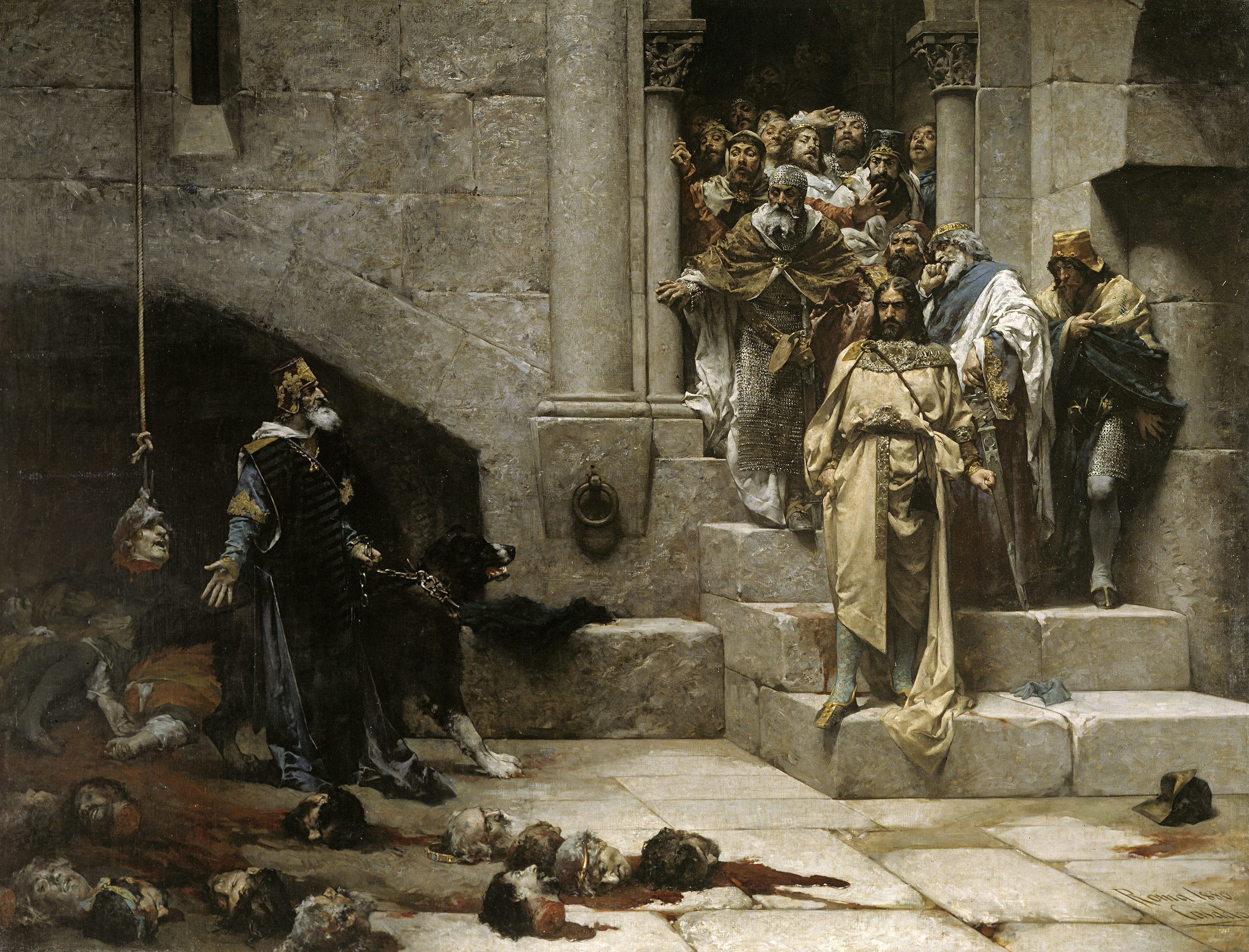
La campana de Huesca. José Casado del Alisal. 1880. (Ayuntamiento de Huesca).

Los anacronismos arqueológicos de algunos de los elementos del cuadro, como el crucifijo, que llama la atención por no tener aspecto de corresponder a mediados del siglo XV, momento en el que se produjeron los hechos representados, no impiden valorar positivamente, según algunos eruditos, los «valores» del lienzo, en el que Rodríguez de Losada acredita una relativa maestría a la hora de «dibujar y componer las figuras», inspirándose para ello en modelos de la Escuela sevillana de pintura, la ciudad natal del pintor. Y al igual que ocurre en otras obras de idéntica temática en el género de la pintura de historia, la teatralidad alcanza cotas elevadas en este lienzo gracias al efecto de la «luz tenebrosa» que confiere a todo el lienzo ese «ambiente tétrico» que lo caracteriza.
Llama la atención la obra por el propósito del autor de conseguir un fuerte impacto en el observador al mostrar en el lienzo la imagen más conmovedoramente «truculenta» del relato de la ejecución del condestable, pues puede verse la cabeza ya cortada y expuesta en la picota del ajusticiado y, al mismo tiempo, el hombre de aspecto humilde que se inclina para depositar su limosna. Y en relación con lo anterior, cabe señalar que José Benedicto, que fue crítico de La España en la época en que el cuadro fue pintado, mencionó la inclinación de Rodríguez de Losada por plasmar en sus obras esta clase de temas y «argumentos», lo que le llevó a afirmar que en la obra hay «demasiada verdad, de puro triste llega a hacerse repugnante, lo mismo en la idea que en la forma».